# Britney
Britney је трећи студијски албум америчке певачице Бритни Спирс. Издат је 6. новембра 2001. године. „Dream within a dream“ је турнеја која је испратила и рекламирала албум. На албуму се нашла песма I Love Rock 'N' Roll коју је Бритни обрадила од британске групе „Arrows“. „I'm A Slave 4 U“ је први сингл на албуму, а затим су објављени и синглови Overprotected, I'm Not A Girl, Not Yet A Woman, I Love Rock 'N' Roll, Anticipating и Boys.

## Списак песама
1. -{I'm A Slave 4 U
2. Overprotected
3. Lonely
4. I'm Not A Girl, Not Yet A Woman
5. Boys
6. Anticipating
7. I Love Rock 'N' Roll
8. Cinderella
9. Let Me Be
10. Bombastic Love
11. That's Where You Take Me
12. What It's Like To Be Me}-